# Dohm (Bergisch Gladbach)
Dohm war ein Ortsteil im Gebiet des heutigen Stadtteils Refrath der Stadt Bergisch Gladbach  im Rheinisch-Bergischen Kreis.

## Lage und Beschreibung
Dohm lag zwischen den Ortslagen Vürfels und Letsch. Aufgrund der zunehmenden Besiedlung verschmolz Dohm mit Vürfels, so dass er nicht mehr als eigenständiger Ort wahrgenommen wurde.

## Geschichte
Der Ort ist auf der Preußischen Neuaufnahme von 1892 als Dohm verzeichnet. Auf späteren Messtischblättern ist die Besiedlung ohne Namen verzeichnet.
| Jahr | Einwohner | Wohn- gebäude | Kategorie  | Politische / kirchliche Zugehörigkeit                          |
| ---- | --------- | ------------- | ---------- | -------------------------------------------------------------- |
| 1845 | 19        | 4             | Bauergüter | Bürgermeisterei Bensberg, Pfarre Bensberg, Bezeichnung im Dohm |
| 1871 | 20        | 4             | Hofstelle  | Bürgermeisterei Bensberg                                       |
| 1885 | 17        | 5             | Ortschaft  | Bürgermeisterei Bensberg, Kirchspiel Refrath                   |
| 1895 | 13        | 3             | Ortschaft  | Bürgermeisterei Bensberg, Kirchspiel Refrath                   |
| 1905 | 12        | 3             | Ortschaft  | Bürgermeisterei Bensberg, katholische Pfarre Refrath           |